# Blankenfelde-Mahlow
Blankenfelde-Mahlow er en kommune i den nordlige del af landkreis Teltow-Fläming i den den tyske delstat Brandenburg.
Kommunen ligger syd for Berlin, og grænser til Berlinerbydelen Lichtenrade. Andre naboer er Schönefeld mod øst og Großbeeren mod vest. Berlins S-Bahn har stationer i kommunen, i Mahlow og Blankenfelde.

## Byer og bydele
- Dahlewitz
- Groß Kienitz
- Jühnsdorf
- Mahlow med bydelene Glasow, Roter Dudel og Waldblick
- Blankenfelde